# Too Darn Hot (musikalbum)
Too Darn Hot från 2010 är ett album av Jan Lundgren och Artistry Jazz Group med musik skriven av Cole Porter.

## Låtlista
Alla låtarna är skrivna av Cole Porter.
1. Anything Goes – 4:59
2. You Do Something to Me – 5:02
3. What Is This Thing Called Love? – 4:42
4. You're the Top – 4:25
5. In the Still of the Night – 5:01
6. At Long Last Love – 4:19
7. Down in the Depths of the Ninetieth Floor – 4:38
8. Dream Dancing – 5:29
9. Too Darn Hot – 4:12
10. After You, Who? – 4:39
11. All Through the Night – 4:47
12. It's Alright with Me – 4:39
13. I Concentrate on You – 4:27
14. From This Moment On – 4:42
15. I Happen to Be in Love – 6:06

## Medverkande
- Jan Lundgren – piano
- Hans Backenroth – bas
- Jacob Fischer – gitarr
- Johan Löfcrantz Ramsay – trummor
- Vivian Buczek – sång